# Viaduc de Gröndal
Gröndalsviadukten (en français : viaduc de Gröndal) est un pont autoroutier situé dans le quartier Gröndal à  Stockholm en Suède,. 

## Situation
Gröndalsviadukten est un pont de l'Essingeleden. 
Il ne doit pas être confondu avec le Gröndalsbron, qui est le prolongement du viaduc de Gröndals vers le nord.
Le viaduc de Gröndal est situé directement au sud du carrefour de Gröndal et il enjambe une vallée est-ouest à Gröndal.
Le viaduc de Gröndal a été construit en même temps que l'Essingeleden au cours de la première moitié des années 1960 et a été inauguré le 21 août 1966. 
Le client en était le bureau des rues de Stockholm et la maître d'œuvre œuvre était la société municipale Gekonsult. 
Le viaduc de Gröndal a sa copie au sud avec le viaduc de Blommensberg, qui a les mêmes dimensions et la même construction. 
Les deux viaducs ont une longueur de 300 mètres et une portée de 23 mètres et 21 mètres respectivement. 
La chaussée du viaduc de Gröndal mesure 29,5 mètres de large et, comme le viaduc de Blommensberg, repose sur 14 paires de piliers ronds en béton. 
La hauteur maximale au-dessus du fond de la vallée est de 30 mètres. La structure porteuse est constituée de poutres en béton armé non précontraint. Les superstructures du viaduc ont été coulées par étapes sur des fermes en acier en porte-à-faux. Cette méthode bénéficiait du fait que les portées pouvaient être maintenues constantes.

## Galerie

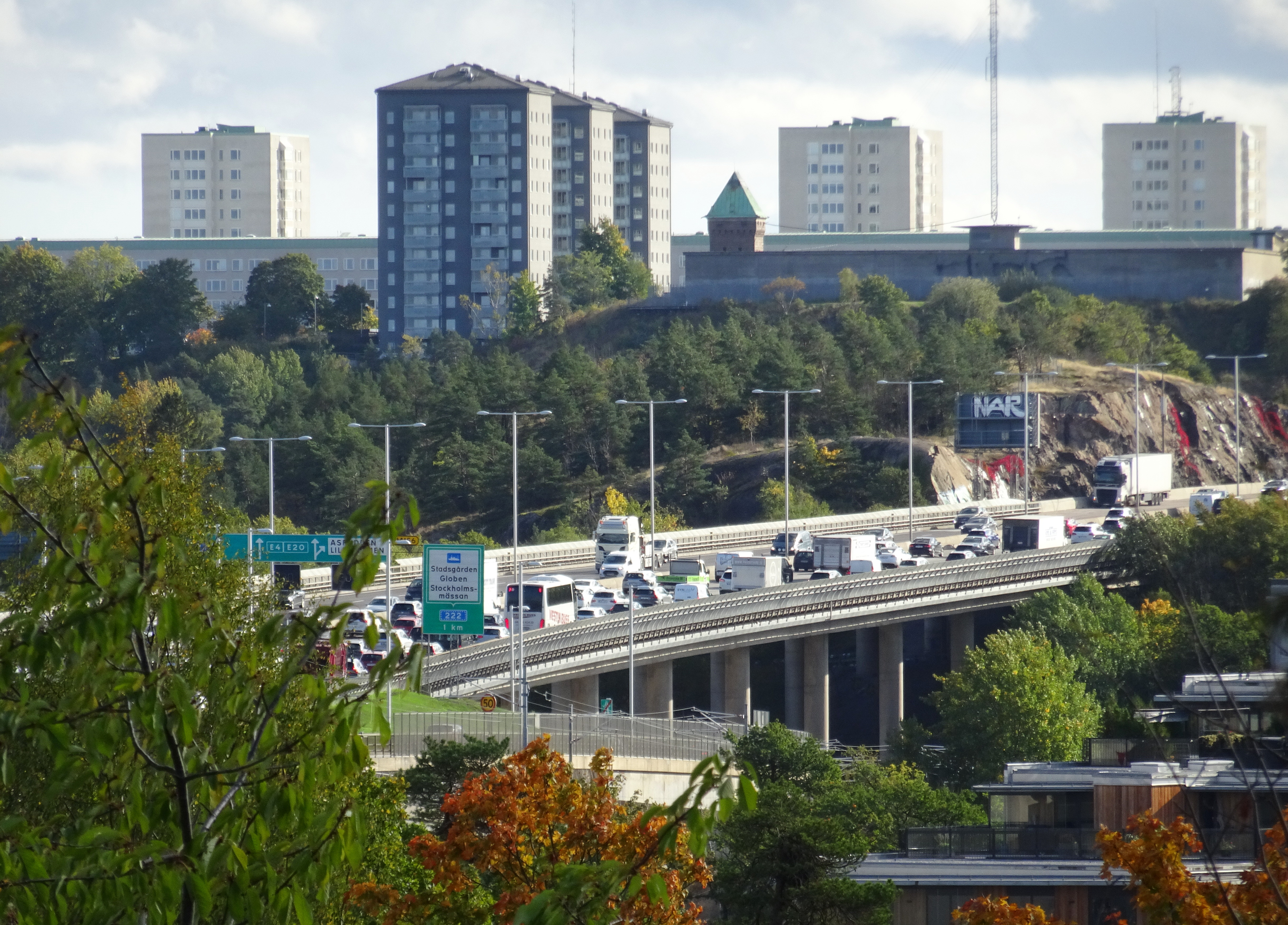
Le viaduc de Gröndal vu de Stora Essingen.
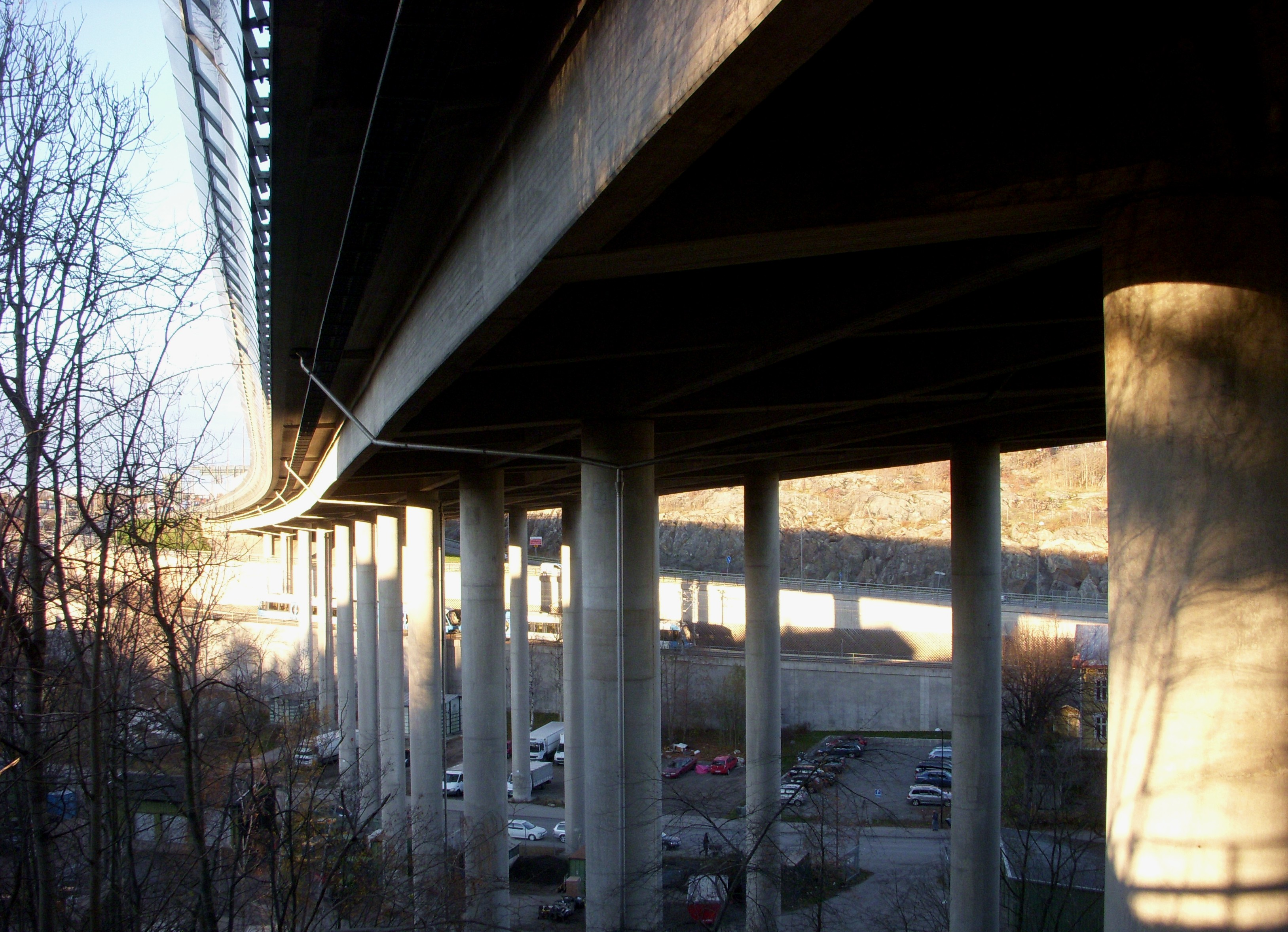
Le viaduc de Gröndal vers le nord.
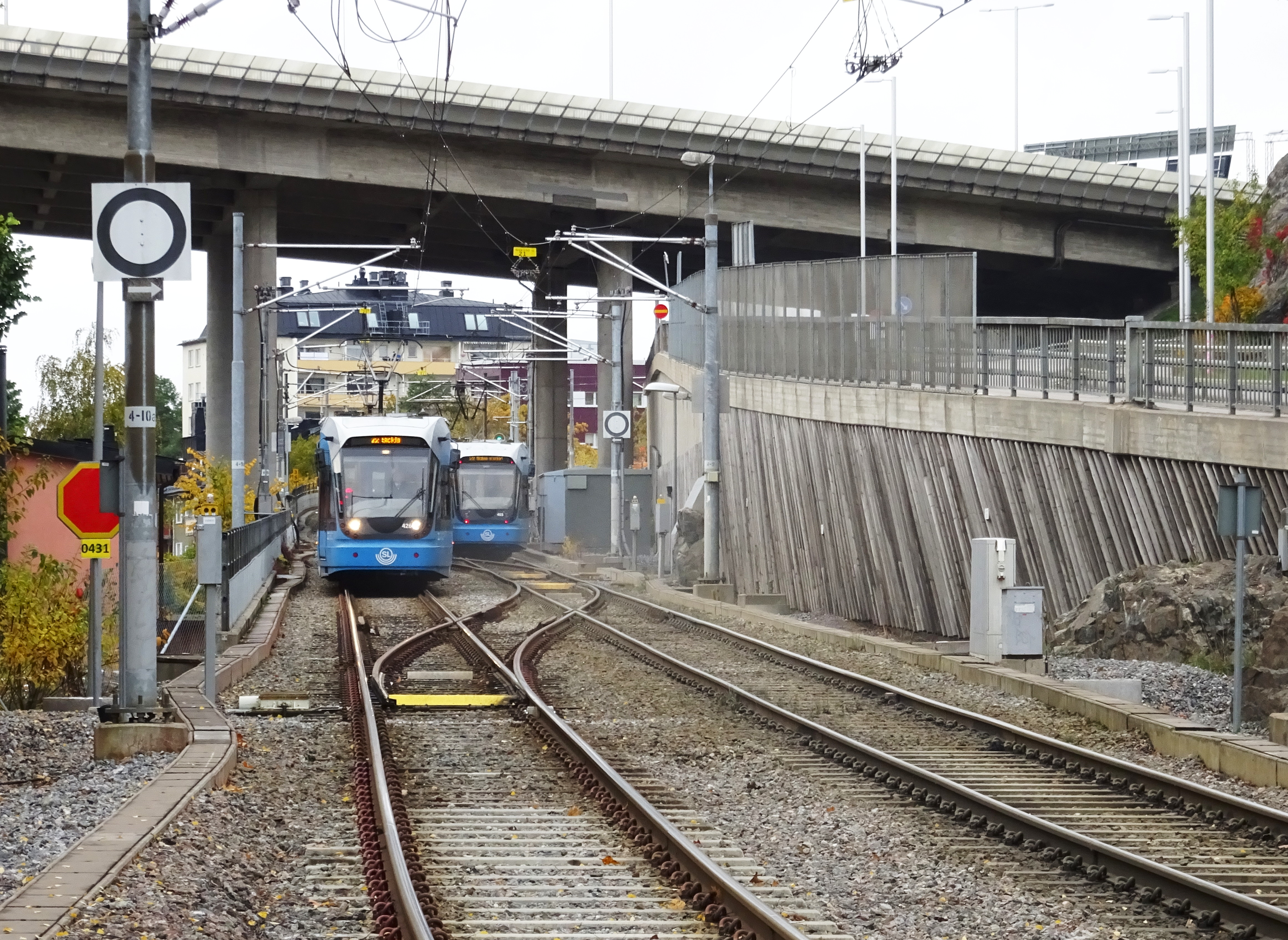
La sortie de Gröndal avec la ligne Tvärbanan sous le viaduc de Gröndal.
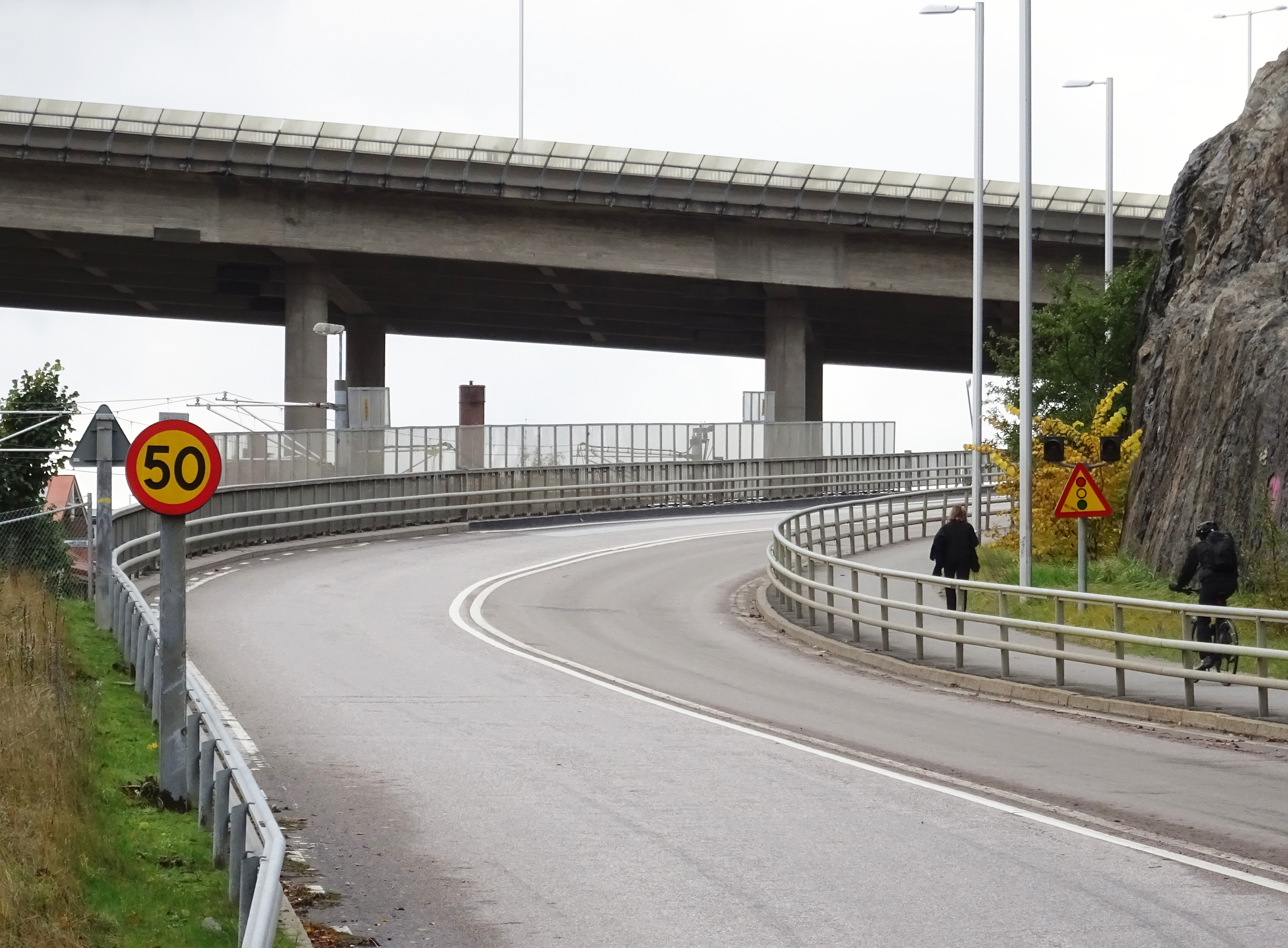
La sortie de Gröndal et le Gröndalsviadukten au fond.
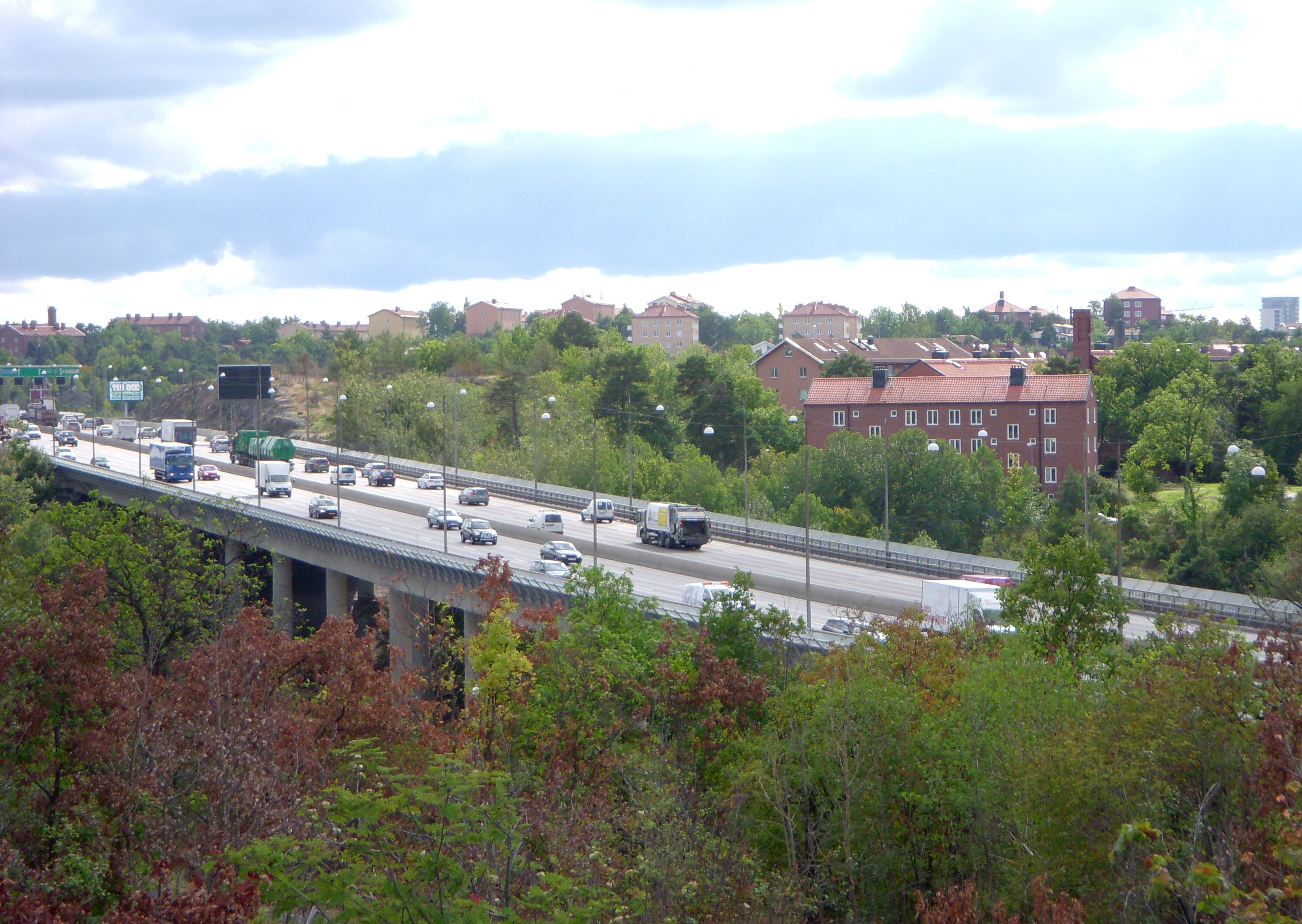
Le viaduc de Gröndals vu depuis Ormberget.